# Panacris breviseta
Panacris breviseta är en tvåvingeart som beskrevs av Lindner 1964. Panacris breviseta ingår i släktet Panacris och familjen vapenflugor. Inga underarter finns listade i Catalogue of Life.